# Таразька міська адміністрація
Тара́зька міська адміністрація (каз. Тараз қаласы әкімдігі, рос. Таразская городская администрация) — адміністративна одиниця у складі Жамбильської області Казахстану, прирівнена до району. Адміністративний центр та єдиний населений пункт — місто Тараз.

## Населення
Населення — 418368 осіб (2021; 331925 у 2009, 335154 у 1999, 310679 у 1989).
Національний склад (станом на 2010 рік):
- казахи — 210692 особи (59,77%)
- [[росіяни]] — 83917 осіб (23,80%)
- узбеки — 20383 особи (5,78%)
- корейці — 10458 осіб (2,97%)
- татари — 6545 осіб (1,86%)
- турки — 4221 особа (1,20%)
- киргизи — 3076 осіб (0,87%)
- німці — 2838 осіб (0,81%)
- курди — 1595 осіб (0,45%)
- дунгани — 1109 осіб (0,32%)
- греки — 1082 особи (0,31%)
- азербайджанці — 1065 осіб (0,30%)
- уйгури — 962 особи
- таджики — 700 осіб
- чеченці — 653 особи
- білоруси — 396 осіб
- українці — 100 осіб
- інші — 2744 особи

## Історія
2011 року 6 сусідніх сільських населених пунктів Жамбильського району були включені до складу міста:
| Населений пункт                                                            | Старі назви     | Населення, осіб (1989) | Населення, осіб (1999) | Населення, осіб (2009) |
| -------------------------------------------------------------------------- | --------------- | ---------------------- | ---------------------- | ---------------------- |
| Тараз, місто                                                               | Джамбул         | 306715                 | 330125                 | 320634                 |
| --Заводський район                                                         | -               | 165699                 | -                      | -                      |
| --Центральний район                                                        | -               | 141016                 | -                      | -                      |
| зі складу Караойського сільського округу                                   |                 |                        |                        |                        |
| Жиделі, село                                                               | -               | 84                     | 207                    | 182                    |
| Казарма, станційне селище                                                  | Казарма 3498 км | 131                    | 374                    | 260                    |
| зі складу Кумшагальського сільського округу (з подальшою його ліквідацією) |                 |                        |                        |                        |
| Кизилабад, станційне селище                                                | -               | 421                    | 586                    | 569                    |
| Кольтоган, село                                                            | -               | 698                    | 707                    | 638                    |
| Кумшагал, село                                                             | -               | 1736                   | 1907                   | 6475                   |
| Чолдала, станційне селище                                                  | -               | 894                    | 1248                   | 3167                   |

2024 року площа міської адміністрації була збільшена з 187,87 км² до 316,94 км² за рахунок приєднання земель сусідніх районів: зі складу Жамбильського району 111,46 км² та зі складу Байзацького району 17,61 км²
2024 року у місті було утворено 2 міських райони:
- №1 площею 145,36 км²
- №2 площею 171,58 км²